# University of Minnesota Women's Volleyball 2016
Questa voce raccoglie le informazioni riguardanti la University of Minnesota Women's Volleyball nella stagione 2016.

## Stagione
La stagione 2016 è la quinta per il tecnico neozelandese Hugh McCutcheon alla guida delle Golden Gophers. Nel suo staff ci sono per il terzo anno consecutivo Matt Houk e Laura Benzing, come assistente allenatori, e si unisce Joy Tietz come assistente allenatore volontario.
Il programma recluta quattro giocatrici nuove, tra le quali due saltano la stagione. Sono solo due le giocatrici che hanno lasciato la squadra, avendo concluso l'eleggibilità sportiva, tra cui spicca il nome di Daly Santana, diventata professionista nella Liga de Voleibol Superior Femenino.
La stagione regolare si apre il 27 agosto con un successo in quattro parziali contro la University of San Diego, ma la prima sconfitta arriva già il giorno dopo, dopo una battaglia di cinque set contro la Stanford University. Dopo questa battuta d'arresto, le Golden Gophers infilano una serie di undici successi consecutivi, interrotta da un altro match perso in cinque set contro la Pennsylvania State University. Nelle successive cinque partite arrivano tre successi ed altre due battute d'arresto al tie-break, prima di concludere la regular season con un filotto di dieci vittorie consecutive. Nonostante il percorso netto, le Golden Gophers concludono la Big Ten Conference in seconda posizione, a pari merito con la University of Wisconsin-Madison.
L'ottimo percorso della squadra vale la testa di serie numero 2 per il torneo di NCAA Division I. Nei primi due turni del torneo regionale ospitano la University of North Dakota e la University of Hawaii at Manoa, eliminandole con due secchi 3-0. Nella fase finale regionale, le Golden Gophers vincono in quattro set contro la University of Missouri, testa di serie numero 15, prima di conquistare l'accesso alla quinta Final four della propria storia, la seconda consecutiva, sconfiggendo la testa di serie numero 10 della University of California, Los Angeles per 3-0. Sarah Wilhite viene premiata come MVP del torneo regionale, mentre Molly Lohman e Samantha Seliger-Swenson vengono inserite nel sestetto ideale del torneo.
Per la Final four la squadra si sposta alla Nationwide Arena di Columbus, affrontando la testa di serie numero 6 della Stanford University, uscendo sconfitta in quattro parziali e terminando la propria corsa alle semifinali nazionali. Per le Golden Gophers Sarah Wilhite viene inserita nel sestetto ideale del torneo nazionale.
In ambito nazionale Sarah Wilhite viene premiata come AVCA National Player of the Year ed inserita nella prima squadra All-American insieme a Samantha Seliger-Swenson, mentre Hannah Tapp viene inserita nella seconda squadra.

## Organigramma societario
Area direttiva
- Presidente: Mark Coyle

Area organizzativa
- Direttore delle operazioni: Nao Ikeda
- Assistente direttore delle operazioni: David Ganser
- Amministratore specializzato: Cindi Linell

Area tecnica
- Allenatore: Hugh McCutcheon
- Assistente allenatore: Matt Houk, Laura Benzing
- Assistente allenatore volontario: Joy Tietz

## Rosa
| N° | Nome                     | Ruolo | Data di nascita  | Nazionalità sportiva | Anno      |
| -- | ------------------------ | ----- | ---------------- | -------------------- | --------- |
| 2  | Erica Handley            | P     | 22 aprile 1995   | Stati Uniti          | Senior    |
| 3  | Katie Schau              | P     | 1º febbraio 1995 | Stati Uniti          | Senior    |
| 4  | Paige Tapp               | C     | 21 giugno 1995   | Stati Uniti          | Senior    |
| 5  | Alyssa Goehner           | S     | 24 agosto 1995   | Stati Uniti          | Junior    |
| 6  | Maddie Beal              | C/O   | 28 aprile 1996   | Stati Uniti          | Junior    |
| 7  | Hannah Tapp              | C     | 21 giugno 1995   | Stati Uniti          | Senior    |
| 8  | Sarah Wilhite            | S     | 30 luglio 1995   | Stati Uniti          | Senior    |
| 9  | Sophie Beckley           | L     | 21 gennaio 1997  | Stati Uniti          | Sophomore |
| 11 | Samantha Seliger-Swenson | P     | 24 febbraio 1997 | Stati Uniti          | Sophomore |
| 12 | Taylor Morgan            | C     | 6 novembre 1997  | Stati Uniti          | Freshman  |
| 13 | Molly Lohman             | C     | 13 maggio 1996   | Stati Uniti          | Junior    |
| 14 | Brittany McLean          | S     | 3 maggio 1998    | Stati Uniti          | Freshman  |
| 15 | Lauren Litzau            | L     | 13 gennaio 1998  | Stati Uniti          | Freshman  |
| 16 | Kayla Buford             | C     | 29 giugno 1997   | Stati Uniti          | Sophomore |
| 17 | Dalianliz Rosado         | L     | 17 novembre 1995 | Porto Rico           | Junior    |
| 18 | Margaret Eggert          | S     | 30 agosto 1995   | Stati Uniti          | Senior    |
| 19 | Alexis Hart              | S     | 23 maggio 1998   | Stati Uniti          | Freshman  |
| 21 | Regan Pittman            | C     | 18 marzo 1998    | Stati Uniti          | Freshman  |

## Mercato
| Acquisti | Acquisti        | Acquisti              | Acquisti   |
| R.       | Nome            | da                    | Modalità   |
| -------- | --------------- | --------------------- | ---------- |
| S        | Brittany McLean | Rosemount HS          | definitivo |
| S        | Alexis Hart     | Truman HS             | definitivo |
| L        | Lauren Litzau   | Greendale HS          | definitivo |
| C        | Regan Pittman   | St. Thomas Aquinas HS | definitivo |

| Cessioni | Cessioni           | Cessioni                | Cessioni   |
| R.       | Nome               | a                       | Modalità   |
| -------- | ------------------ | ----------------------- | ---------- |
| S        | Daly Santana       | Capitalinas de San Juan | definitivo |
| S        | Antoinette Alugbue | -                       | ritirata   |

## Risultati

### Big Ten Conference

#### Regular season
| 27 agosto 2016 Maples Pavilion, Stanford                | Minnesota      | 3 - 1 | San Diego      | 25-19, 25-21, 29-31, 25-16        |
| 28 agosto 2016 Maples Pavilion, Stanford                | Stanford       | 3 - 2 | Minnesota      | 25-23, 25-15, 25-27, 25-19        |
| 2 settembre 2016 Coliseo Rubén Rodríguez, Bayamón       | Minnesota      | 3 - 0 | Texas A&M      | 25-18, 25-23, 25-19               |
| 3 settembre 2016 Coliseo Rubén Rodríguez, Bayamón       | Minnesota      | 3 - 1 | Florida State  | 25-14, 26-24, 21-25, 25-12        |
| 9 settembre 2016 Carmichael Arena, Chapel Hill          | Minnesota      | 3 - 0 | Louisville     | 25-10, 25-12, 25-13               |
| 10 settembre 2016 Carmichael Arena, Chapel Hill         | North Carolina | 1 - 3 | Minnesota      | 11-25, 12-25, 25-22, 21-25        |
| 16 settembre 2016 Sports Pavilion, Minneapolis          | Minnesota      | 3 - 1 | North Dakota   | 25-12, 25-21, 20-25, 25-18        |
| 17 settembre 2016 Sports Pavilion, Minneapolis          | Minnesota      | 3 - 0 | Toledo         | 25-14, 25-22, 25-14               |
| 17 settembre 2016 Sports Pavilion, Minneapolis          | Minnesota      | 3 - 0 | UW-Green Bay   | 25-21, 25-13, 25-21               |
| 23 settembre 2016 Sports Pavilion, Minneapolis          | Minnesota      | 3 - 0 | Maryland       | 25-13, 25-14, 25-12               |
| 24 settembre 2016 Sports Pavilion, Minneapolis          | Minnesota      | 3 - 1 | Ohio State     | 25-16, 25-18, 18-25, 25-22        |
| 30 settembre 2016 The University Gymnasium, Bloomington | Indiana        | 0 - 3 | Minnesota      | 17-25, 15-25, 17-25               |
| 2 ottobre 2016 Holloway Gymnasium, West Lafayette       | Purdue         | 0 - 3 | Minnesota      | 18-25, 18-25, 23-25               |
| 5 ottobre 2016 Rec Hall, State College                  | Penn State     | 3 - 2 | Minnesota      | 27-29, 25-21, 25-23, 14-25, 15-10 |
| 9 ottobre 2016 Sports Pavilion, Minneapolis             | Minnesota      | 3 - 0 | Northwestern   | 25-17, 25-21, 25-17               |
| 12 ottobre 2016 Wisconsin Field House, Madison          | Wisconsin      | 0 - 3 | Minnesota      | 20-25, 18-25, 14-25               |
| 15 ottobre 2016 Jenison Field House, East Lansing       | Michigan State | 3 - 2 | Minnesota      | 12-25, 25-20, 25-21, 18-25, 15-13 |
| 21 ottobre 2016 Carver-Hawkeye Arena, Iowa City         | Iowa           | 2 - 3 | Minnesota      | 25-21, 20-25, 25-20, 13-25, 11-15 |
| 23 ottobre 2016 Bob Devaney Sports Center, Lincoln      | Nebraska       | 3 - 2 | Minnesota      | 24-26, 25-18, 26-24, 22-25, 15-8  |
| 28 ottobre 2016 Sports Pavilion, Minneapolis            | Minnesota      | 3 - 0 | Rutgers        | 25-17, 25-14, 25-15               |
| 29 ottobre 2016 Sports Pavilion, Minneapolis            | Minnesota      | 3 - 0 | Penn State     | 25-17, 25-20, 25-18               |
| 2 novembre 2016 Sports Pavilion, Minneapolis            | Minnesota      | 3 - 0 | Indiana        | 25-21, 26-24, 25-21               |
| 6 novembre 2016 Xfinity Center, College Park            | Maryland       | 0 - 3 | Minnesota      | 16-25, 19-25, 22-25               |
| 12 novembre 2016 Huff Hall, Champaign                   | Illinois       | 0 - 3 | Minnesota      | 19-25, 18-25, 20-25               |
| 13 novembre 2016 Welsh-Ryan Arena, Evanston             | Northwestern   | 0 - 3 | Minnesota      | 14-25, 13-25, 10-25               |
| 18 novembre 2016 Sports Pavilion, Minneapolis           | Minnesota      | 3 - 2 | Michigan State | 25-17, 25-18, 21-25, 19-25, 18-16 |
| 20 novembre 2016 Sports Pavilion, Minneapolis           | Minnesota      | 3 - 2 | Michigan       | 25-23, 25-23, 23-25, 23-25, 15-12 |
| 23 novembre 2016 Sports Pavilion, Minneapolis           | Minnesota      | 3 - 2 | Nebraska       | 21-25, 22-25, 28-26, 25-17, 17-15 |
| 26 novembre 2016 Sports Pavilion, Minneapolis           | Minnesota      | 3 - 2 | Wisconsin      | 22-25, 25-17, 11-25, 25-17, 15-8  |

### NCAA Division I

#### Fase regionale
| 2 dicembre 2016 - Primo turno Sports Pavilion, Minneapolis   | Minnesota | 3 - 0 | North Dakota   | 25-21, 25-12, 25-20        |
| 3 dicembre 2016 - Secondo turno Sports Pavilion, Minneapolis | Minnesota | 3 - 0 | Hawaii         | 25-17, 25-17, 25-19        |
| 9 dicembre 2016 - Sweet Sixteen Sports Pavilion, Minneapolis | Minnesota | 3 - 1 | Missouri       | 25-15, 21-25, 25-19, 25-14 |
| 10 dicembre 2016 - Elite Eight Sports Pavilion, Minneapolis  | Minnesota | 3 - 0 | UC Los Angeles | 25-23, 25-20, 25-22        |

#### Final Four
| 15 dicembre 2016 - Semifinali Nationwide Arena, Columbus | Minnesota | 1 - 3 | Stanford | 24-26, 19-25, 25-22, 22-25 |

## Statistiche

### Statistiche di squadra
| Competizione                       | Punti | In casa | In casa | In casa | In trasferta | In trasferta | In trasferta | Campo neutro | Campo neutro | Campo neutro | Totale | Totale | Totale |
| Competizione                       | Punti | G       | V       | P       | G            | V            | P            | G            | V            | P            | G      | V      | P      |
| ---------------------------------- | ----- | ------- | ------- | ------- | ------------ | ------------ | ------------ | ------------ | ------------ | ------------ | ------ | ------ | ------ |
| Big Ten Conference NCAA Division I | .852  | 17      | 17      | 0       | 12           | 8            | 4            | 5            | 4            | 1            | 34     | 29     | 5      |
| Totale                             | .852  | 17      | 17      | 0       | 12           | 8            | 4            | 5            | 4            | 1            | 34     | 29     | 5      |

G = partite giocate; V = partite vinte; P = partite perse

### Statistiche dei giocatori
| Giocatrice         | Big Ten Conference NCAA Division I | Big Ten Conference NCAA Division I | Big Ten Conference NCAA Division I | Big Ten Conference NCAA Division I | Big Ten Conference NCAA Division I | Totale | Totale | Totale | Totale | Totale |
| Giocatrice         | P                                  | PT                                 | AV                                 | MV                                 | BV                                 | P      | PT     | AV     | MV     | BV     |
| ------------------ | ---------------------------------- | ---------------------------------- | ---------------------------------- | ---------------------------------- | ---------------------------------- | ------ | ------ | ------ | ------ | ------ |
| M. Beal            | 17                                 | 3                                  | 0                                  | 0                                  | 0                                  | 17     | 3      | 0      | 0      | 0      |
| S. Beckley         | 10                                 | 1                                  | 1                                  | 0                                  | 0                                  | 10     | 1      | 1      | 0      | 0      |
| K. Buford          | 1                                  | 0                                  | 0                                  | 0                                  | 0                                  | 1      | 0      | 0      | 0      | 0      |
| M. Eggert          | 2                                  | 2                                  | 2                                  | 0                                  | 0                                  | 2      | 2      | 2      | 0      | 0      |
| A. Goehner         | 29                                 | 3                                  | 3                                  | 0                                  | 0                                  | 29     | 3      | 3      | 0      | 0      |
| E. Handley         | 6                                  | 1                                  | 1                                  | 0                                  | 0                                  | 6      | 1      | 1      | 0      | 0      |
| A. Hart            | 34                                 | 399.5                              | 359                                | 30.5                               | 10                                 | 34     | 399.5  | 359    | 30.5   | 10     |
| M. Lohman          | 34                                 | 324                                | 225                                | 92                                 | 7                                  | 34     | 324    | 225    | 92     | 7      |
| B. McLean          | 1                                  | 1                                  | 1                                  | 0                                  | 0                                  | 1      | 1      | 1      | 0      | 0      |
| T. Morgan          | 13                                 | 23                                 | 17                                 | 6                                  | 0                                  | 13     | 23     | 17     | 6      | 0      |
| D. Rosado          | 34                                 | 27                                 | 1                                  | 0                                  | 26                                 | 34     | 27     | 1      | 0      | 26     |
| K. Schau           | 33                                 | 14                                 | 1                                  | 0                                  | 13                                 | 33     | 14     | 1      | 0      | 13     |
| S. Seliger-Swenson | 34                                 | 120.5                              | 54                                 | 35.5                               | 31                                 | 34     | 120.5  | 54     | 35.5   | 31     |
| H. Tapp            | 33                                 | 396.5                              | 328                                | 68.5                               | 0                                  | 33     | 396.5  | 328    | 68.5   | 0      |
| P. Tapp            | 34                                 | 350                                | 259                                | 72                                 | 19                                 | 34     | 350    | 259    | 72     | 19     |
| S. Wilhite         | 34                                 | 599.5                              | 537                                | 33.5                               | 29                                 | 34     | 599.5  | 537    | 33.5   | 29     |

P = presenze; PT = punti totali; AV = attacchi vincenti; MV = muri vincenti; BV = battute vincenti

NB: I muri singoli valgono una unità di punto, mentre i muri doppi e tripli valgono mezza unità di punto; anche i giocatori nel ruolo di libero sono impegnati al servizio